# General Escobedo (kommun i Mexiko)
General Escobedo är en kommun i Mexiko.   Den ligger i delstaten Nuevo León, i den centrala delen av landet, 700 km norr om huvudstaden Mexico City.
Följande samhällen finns i General Escobedo:
- Ciudad General Escobedo
- Monclova Primer Sector
- Praderas de San Francisco
- Unión Agropecuarios Lázaro Cárdenas del Norte